# 蝦醬
蝦醬是蝦膏的延伸產品，蝦醬的主要原料是蝦膏。

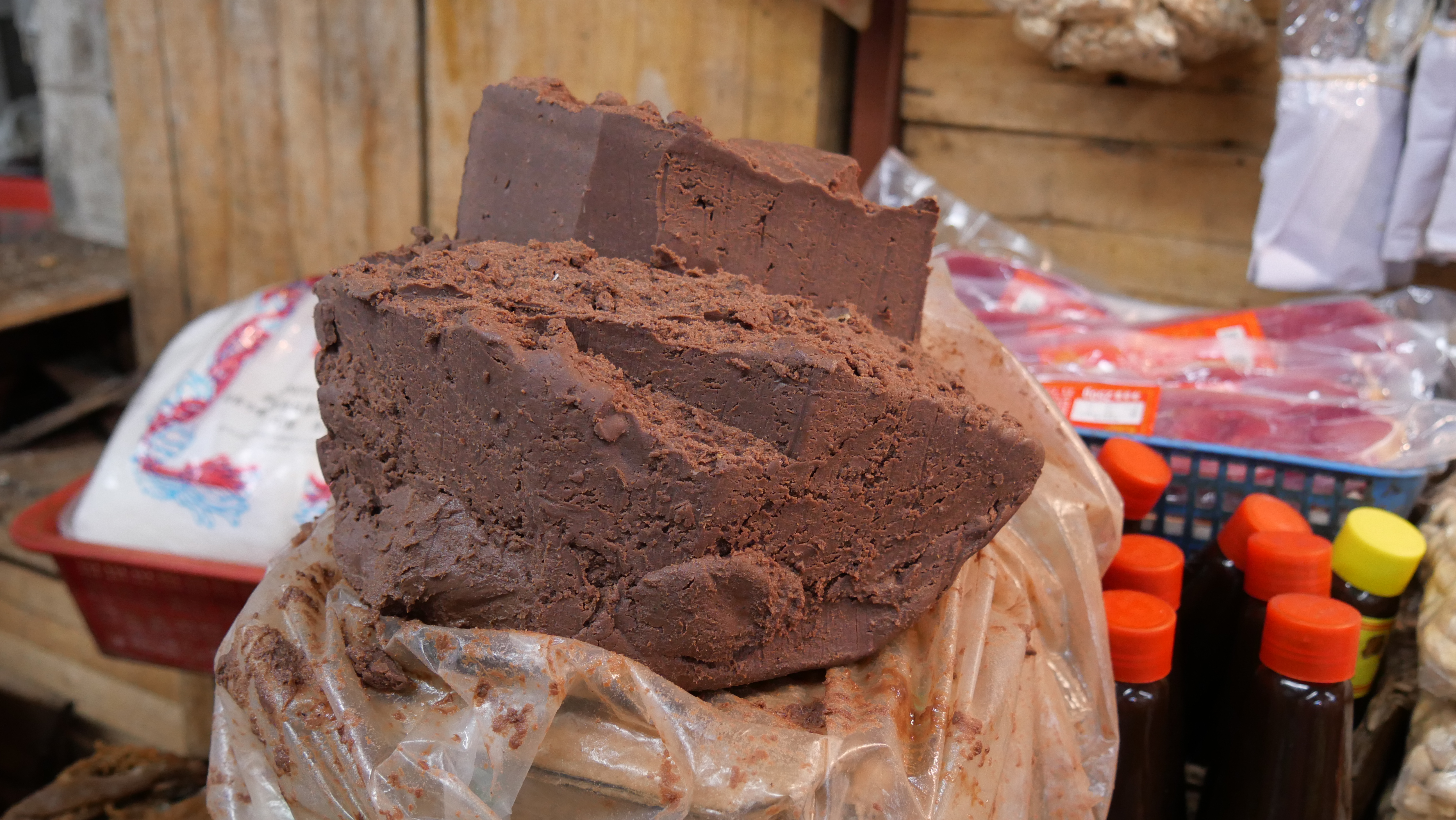
蝦膏

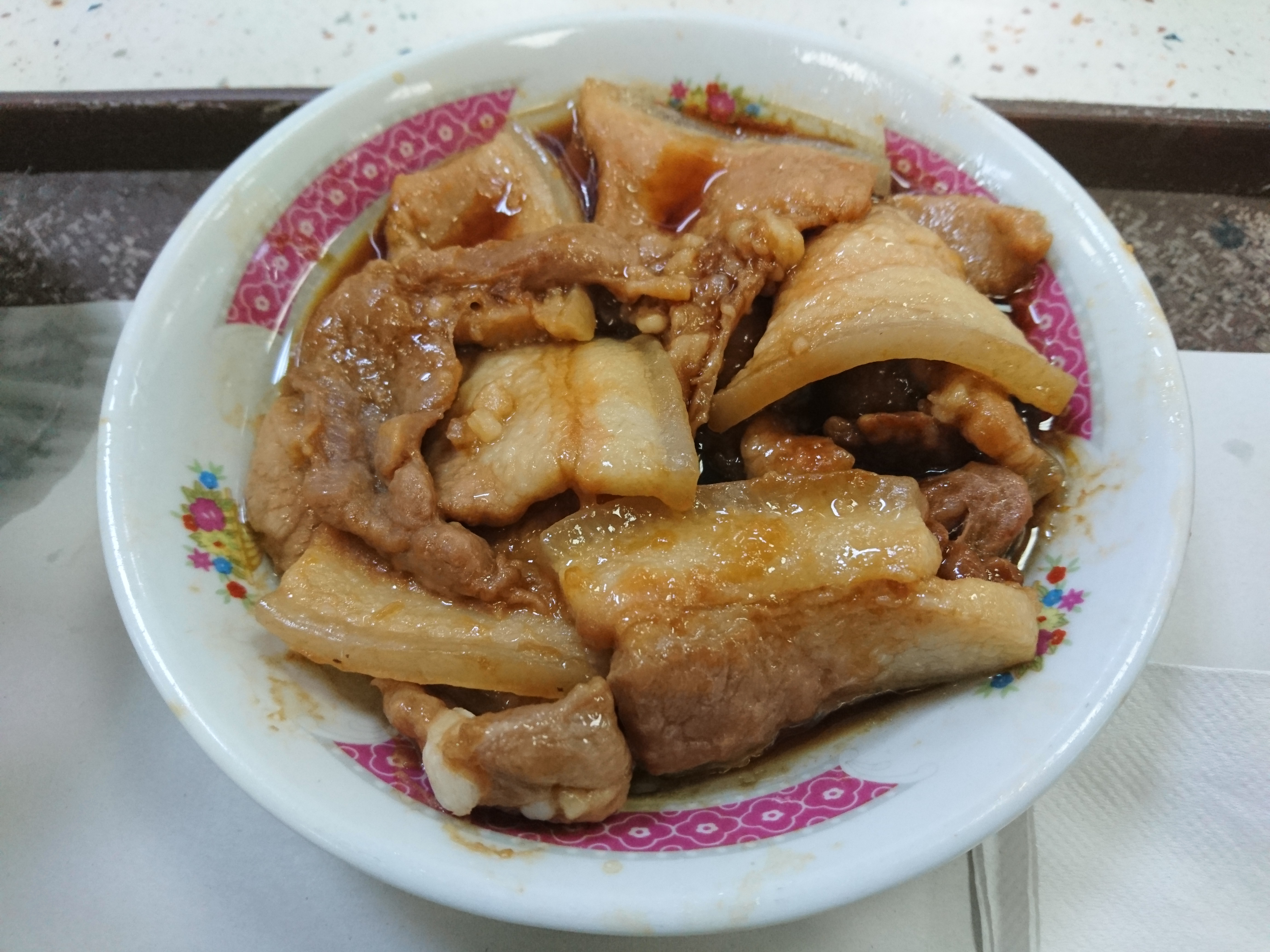
蝦醬蒸豬肉

在東南亞國家及越南，蝦醬是傳統的副食品，歷史源遠流長。
市面上所見多是蝦膏，難見蝦醬成品。由於「醬」與「膏」字在文字表達上本就混淆，有些純蝦膏產品亦標示為蝦醬，以致消費者常有誤解及誤購。

## 分辨
蝦膏是以小蝦加入鹽巴，發酵磨成粘稠狀後，在陽光下暴曬，把水分蒸發而成膏狀，就成為蝦膏。蝦膏是華南地區、膠東半島、東南亞和韓國沿海地區常見的海味。在使用上應定位為調味料的原料之一。
蝦醬是以蝦膏為主要原料，使用前須先將蝦膏以乾鍋煨香，再佐以其它配料，如蔥頭、蒜頭、魚露等煮成醬，這樣才稱做蝦醬。
常見的蝦膏會呈紫紅色，蝦醬的顏色則呈現深黯咖啡色，兩者味道大不同，蝦膏氣味濃烈，而蝦醬因經過二次加工及調味，通常就可以直接炒食使用。坊間已有業者將蝦膏加上副料製作出方便醬式的調味蝦醬，以方便消費者直接使用，例如蝦醬炒飯、蝦醬空心菜等。
蝦醬或蝦膏，在使用上須區分清楚，蝦膏是原料，蝦醬才是產品。

## 用途
蝦膏一般不直接食用，被用於炒菜或製作炒飯，而蝦膏蒸豬肉是廣東和香港常見的小菜。在台灣則最常用於炒空心菜及炒白菜。
人类对蝦醬的反應像對榴莲的气味一样有非常极端的嗅觉反應，爱吃的人觉得它很香，不爱吃的人认为它恶臭无比。所以製作調味蝦醬的業者，會以烹技將此味道酌以調整成大眾化的鮮香味。

## 峇拉煎
「峇拉煎」，中文又音譯作「馬拉盞」，是東南亞一種用蝦醬製成的調味料。峇拉煎的成分除了蝦醬外，還會加入紅辣椒、蔥、薑和剁碎的蒜頭。
十九世紀中葉起，中國華南沿海地區的居民，大量移居到南洋，即是現在的馬來西亞、新加坡和印尼，中國的飲食文化與當地飲食習慣和食材融合，其後又把這些調味料帶回中國，所以馬拉盞也是中國華南地區常見的調味料。